# Bouchoir
Bouchoir és un municipi francès situat al departament del Somme i a la regió dels Alts de França. L'any 2007 tenia 269 habitants.

## Demografia

### Població

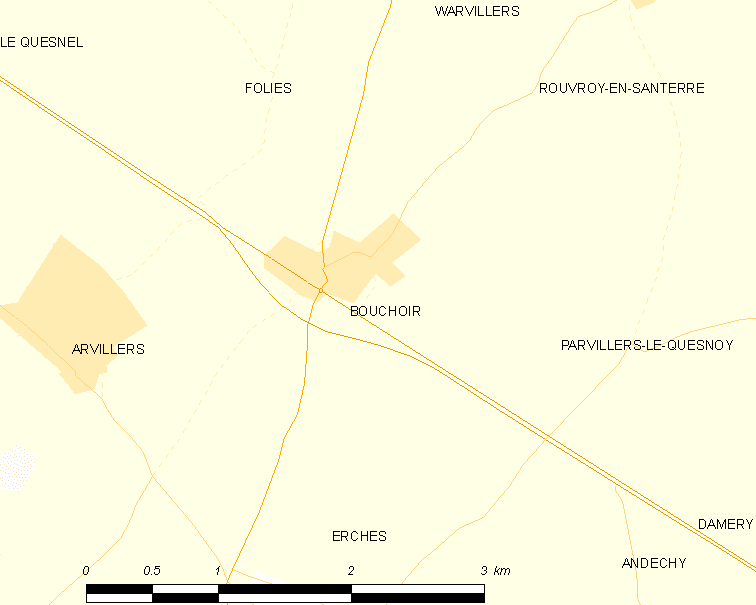

El 2007 la població de fet de Bouchoir era de 269 persones. Hi havia 87 famílies de les quals 16 eren unipersonals (16 dones vivint soles i 16 dones vivint soles), 20 parelles sense fills, 43 parelles amb fills i 8 famílies monoparentals amb fills.
La població ha evolucionat segons el següent gràfic:
Habitants censats

### Habitatges
El 2007 hi havia 113 habitatges, 94 eren l'habitatge principal de la família, 12 eren segones residències i 7 estaven desocupats. Tots els 113 habitatges eren cases. Dels 94 habitatges principals, 72 estaven ocupats pels seus propietaris, 22 estaven llogats i ocupats pels llogaters i 1 estava cedit a títol gratuït; 2 tenien dues cambres, 15 en tenien tres, 19 en tenien quatre i 59 en tenien cinc o més. 65 habitatges disposaven pel capbaix d'una plaça de pàrquing. A 37 habitatges hi havia un automòbil i a 50 n'hi havia dos o més.

### Piràmide de població

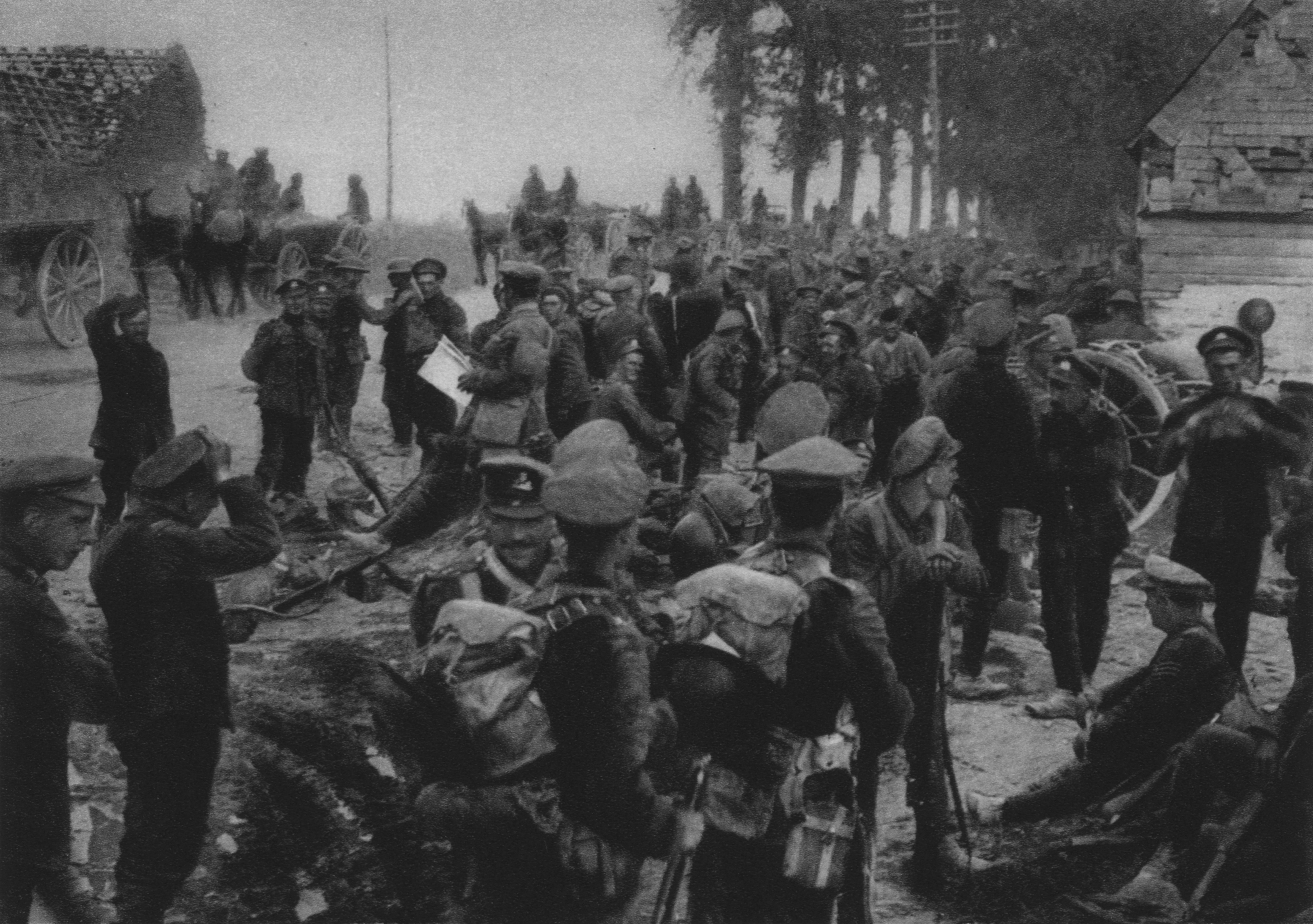

La piràmide de població per edats i sexe el 2009 era:
| Homes | Edats   | Dones |
| ----- | ------- | ----- |
| 0     | 95 o +  | 0     |
| 0     | 90 a 94 | 4     |
| 0     | 85 a 89 | 0     |
| 0     | 80 a 84 | 4     |
| 0     | 75 a 79 | 0     |
| 12    | 70 a 74 | 12    |
| 4     | 65 a 69 | 0     |
| 4     | 60 a 64 | 4     |
| 0     | 55 a 59 | 4     |
| 4     | 50 a 54 | 4     |
| 8     | 45 a 49 | 8     |
| 4     | 40 a 44 | 0     |
| 8     | 35 a 39 | 16    |
| 4     | 30 a 34 | 8     |
| 24    | 25 a 29 | 8     |
| 4     | 20 a 24 | 8     |
| 4     | 15 a 19 | 4     |
| 8     | 10 a 14 | 8     |
| 8     | 5 a 9   | 16    |
| 8     | 0 a 4   | 4     |

## Economia

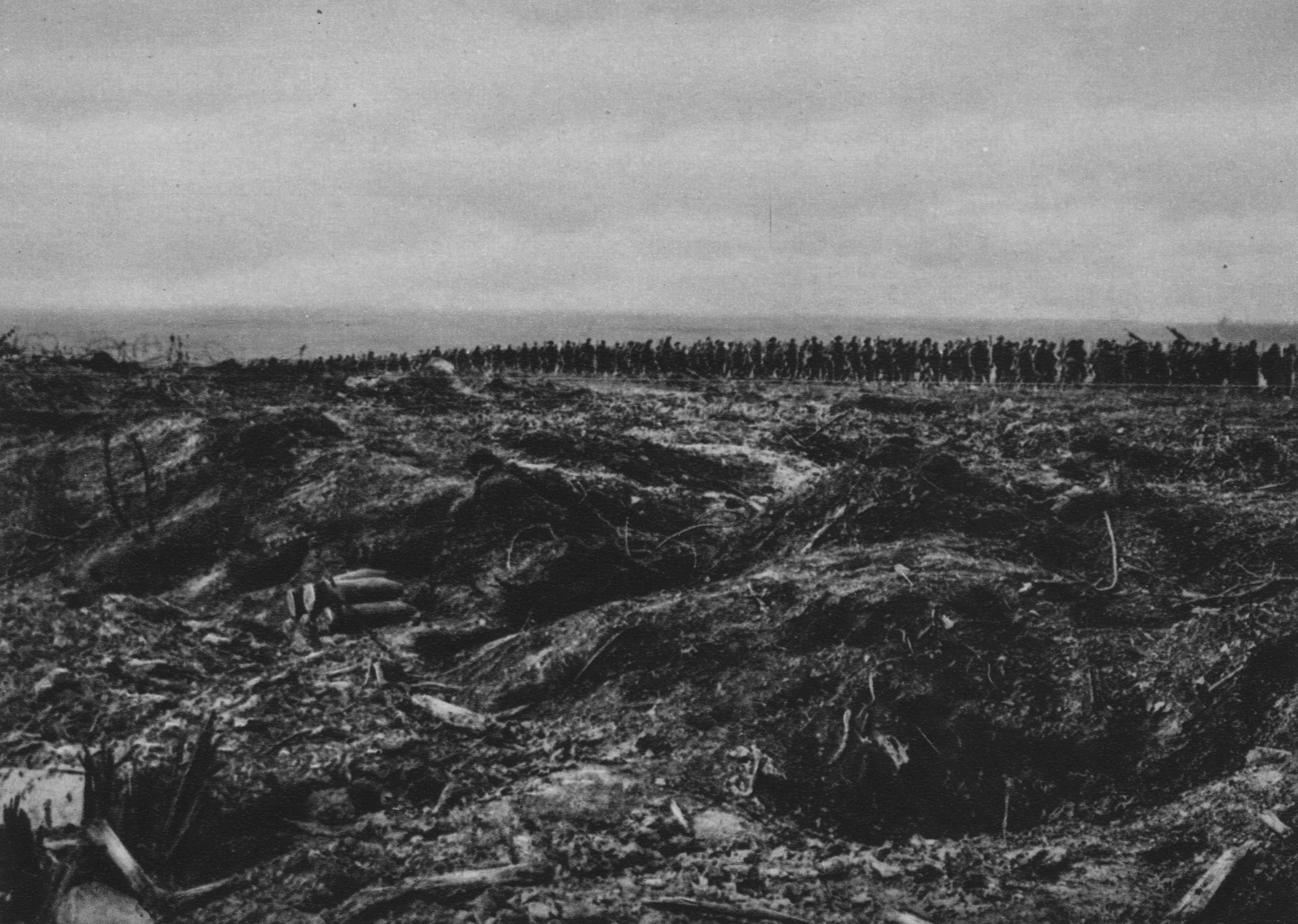

El 2007 la població en edat de treballar era de 166 persones, 124 eren actives i 42 eren inactives. De les 124 persones actives 110 estaven ocupades (59 homes i 51 dones) i 14 estaven aturades (5 homes i 9 dones). De les 42 persones inactives 12 estaven jubilades, 14 estaven estudiant i 16 estaven classificades com a «altres inactius».

### Ingressos
El 2009 a Bouchoir hi havia 99 unitats fiscals que integraven 282,5 persones, la mediana anual d'ingressos fiscals per persona era de 14.239 €.

### Activitats econòmiques

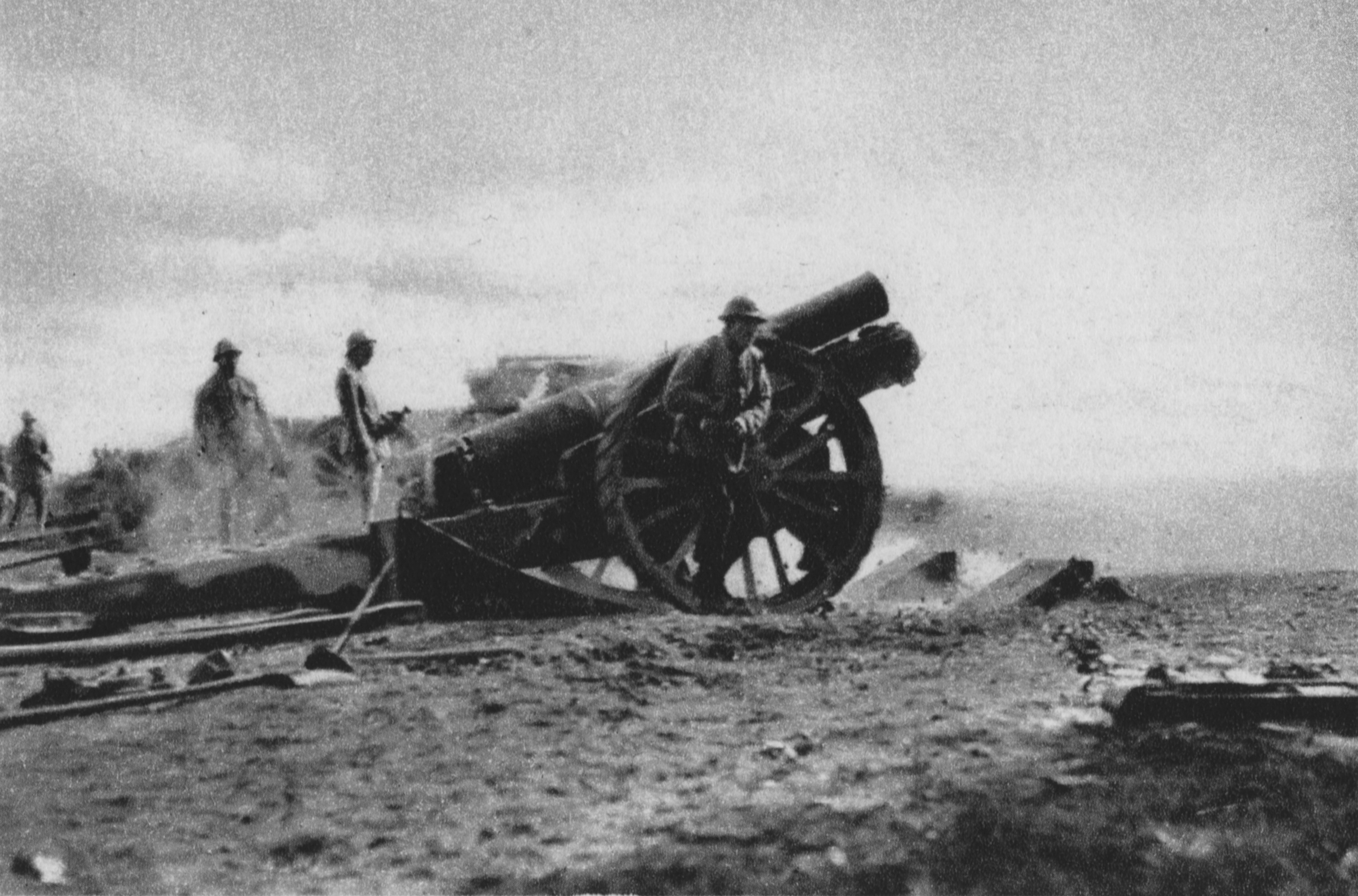

Dels 7 establiments que hi havia el 2007, 1 era d'una empresa de construcció, 3 d'empreses de comerç i reparació d'automòbils, 2 d'empreses financeres i 1 d'una entitat de l'administració pública.
L'únic establiment comercial que hi havia el 2009 era una botiga de mobles.
L'any 2000 a Bouchoir hi havia 10 explotacions agrícoles que ocupaven un total de 1.044 hectàrees.

## Equipaments sanitaris i escolars
El 2009 hi havia una escola elemental integrada dins d'un grup escolar amb les comunes properes formant una escola dispersa.

## Poblacions més properes
El següent diagrama mostra les poblacions més properes.